# Red Ferroviaria de Interés General
La Red Ferroviaria de Interés General (RFIG) es la denominación que recibe la parte de la red ferroviaria española que es de interés a nivel estatal para satisfacer la demanda de transporte. El concepto se introduce con la Ley 39/2003 de 17 de noviembre, del Sector Ferroviario, como una de las medidas para fomentar la competitividad del ferrocarril. Desde 2015, la red ferroviaria de interés general pasa a estar regulada por la Ley 38/2015. Actualmente forma parte de la Red Transeuropea de Ferrocarril.
La necesidad de establecer esta red surge a raíz de la obligaciones dictadas por la Directiva «91/440/CEE» de la Comunidad Económica Europea, y sus posteriores modificaciones, cuyo objetivo consiste en crear un espacio ferroviario europeo único gracias a la liberalización del transporte ferroviario. Siendo actualmente parte de la Red Transeuropea de Ferrocarril (Alta Velocidad y Convencional).

## Composición de la red
Según lo establecido por el artículo 4 de la ley 38/2015, corresponde al Ministerio de Fomento añadir o retirar líneas de la Red Ferroviaria de Interés General, con la obligación de consultar a las comunidades autónomas afectadas si se retira una línea o si se incluye una línea que discurre íntegramente por el territorio de la comunidad autónoma. Las líneas están listadas en el «Catálogo de líneas y tramos de la Red Ferroviaria de Interés General» elaborado por el Ministerio de Fomento. Las líneas que no son de interés general pueden ser clausuradas o transferidas a la comunidad autónoma correspondiente. 
Los grandes ejes, que se codifican con dos dígitos a los que se agregan tres dígitos más para codificar los diferentes tramos que los componen, son:
- 01-Madrid Chamartín-Irún/Hendaya.
- 02-Madrid Chamartín-Zaragoza-Lérida-Barcelona-Portbou/Cerbere.
- 03-Madrid Chamartín-Valencia-San Vicente de Calders.
- 04-Alcázar de San Juan-Córdoba-Sevilla-Cádiz.
- 05-Madrid Atocha-Cáceres-Valencia de Alcántara.
- 06-Venta de Baños-León-Orense-Vigo.
- 08-Red de Ancho Métrico (excepto línea Cercedilla-Los Cotos).
- 11-Madrid Chamartín-Valladolid.
- 12-Madrid Atocha-Barcelona-Frontera Francia.
- 13-Madrid Atocha-Levante.
- 14-Madrid Atocha-Toledo / Sevilla Santa Justa / Málaga María Zambrano.
- 16-Olmedo-Medina-Zamora-Ourense-Santiago de Compostela.

La línea Lérida-Puebla de Segur es desde el 1 de enero de 2005 titularidad de la Generalidad de Cataluña. Al seguir correspondiendo a la RFIG el tramo entre la estación de Lérida y el punto kilométrico 1,927 de la línea, FGC tiene que cumplir con las normativas vigentes de la RFIG para poder acceder a la estación de Lérida.
El Gobierno Vasco apeló ante el Tribunal Constitucional la inclusión de dos líneas de la Red Ferroviaria de Interés General, que conectaban la red de ancho métrico de Adif con la red ferroviaria vasca. El TC determinó que la competencia de las líneas Basurto Hospital-Ariz e Irauregi-Lutxana-Barakaldo le correspondían a la comunidad autónoma. Ambas líneas fueron retiradas del catálogo de líneas y tramos de la Red Ferroviaria de Interés General en septiembre de 2018.

## Características
La red ferroviaria de interés general compromete las líneas ferroviarias de interés público a nivel nacional, contando al crearse en 2005 con 11 780 kilómetros de vía de ancho ibérico, 1010 de ancho UIC y 1269 kilómetros de vía de ancho métrico. La Red Ferroviaria de Interés General incluye también las redes ferroviarias de los Puertos de Interés General, permitiendo la intermodalidad del transporte. No forman parte de la RFIG los trazados que han sido transferidos a las comunidades autónomas ni líneas ferroviarias de propiedad privada.

## Gestión de la red

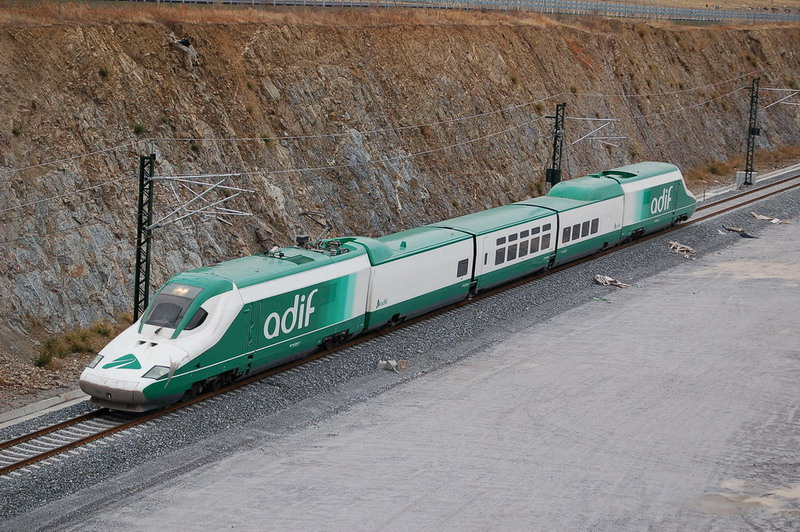
Tren laboratorio A330 "Séneca" de Adif circulando en pruebas por la LAV Madrid-Valladolid (2007). Adif se encarga de la gestión de la red, incluyendo su mantenimiento, ampliación y puesta a punto

La gestión de la infraestructura ferroviaria de la Red Ferroviaria de Interés General corresponde, según la ley 38/2015, por defecto a Adif. Determinados tramos son gestionados por otra autoridad, como la parte española de la línea de alta velocidad Perpiñán-Figueras, las redes ferroviarias de los Puertos de Interés General y las líneas cuya titularidad ha sido traspasada a Adif-Alta Velocidad. Adif, Adif-Alta Velocidad y TP Ferro publican sus correspondientes declaraciones de red en las que detallan las líneas cuya titularidad les corresponde.
La Línea de alta velocidad Perpiñán-Figueras, cuya sección en territorio español pertenece a la RFIG, ha sido construida por TP Ferro. TP Ferro obtuvo, como parte de la operación, la concesión para la explotación y el mantenimiento de ese tramo durante 50 años. Al encontrarse TP Ferro en concurso de acreedores, los gobiernos de España y Francia han iniciado trámites para la creación de una empresa filial conjunta de los gestores de la infraestructura de ambos países para absorber el control de la línea en el caso de que TP Ferro deje de cumplir sus obligaciones.
Con la liberalización de los servicios ferroviarios en España, pueden acceder a la Red Ferroviaria de Interés General todos los operadores ferroviarios que cumplan los requisitos establecidos por la ley, disponiendo de licencia y certificado de seguridad emitidos por la Agencia Estatal de Seguridad Ferroviaria.